# L'Avenir (RDC)
Pour les articles homonymes, voir L'Avenir.
L’Avenir est un quotidien généraliste congolais en français édité par le groupe l'Avenir à Kinshasa. Le journal contient aussi des dépêches en lingala ou swahili.
En 1996, le journal était un hebdomadaire. Dix ans plus tard, en 2006, le journal a une édition publiée quotidiennement et emploie une trentaine de journalistes.